# Іваницька сільська рада (Ічнянський район)
Іва́ницька сільська́ ра́да — колишній орган місцевого самоврядування в Ічнянському районі Чернігівської області. Адміністративний центр — село Іваниця.

## Загальні відомості
- Територія ради: 91,103 км²
- Населення ради: 2 348 осіб (станом на 2001 рік)

Іваницька сільська рада зареєстрована 1919 року. З 1959 року стала однією з 27-ти сільських рад Ічнянського району і однією з 19-ти, які складаються більше, ніж з одного населеного пункту.
На території сільради діє Іваницька ЗОШ І-ІІІ ст. та Іваницький ДНЗ.

## Населені пункти
Сільській раді були підпорядковані населені пункти:
- с. Іваниця (1858 осіб)
- с. Загін (103 особи)
- с. Зоцівка (119 осіб)
- с. Ковтунівка (87 осіб)
- с. Купина (181 особа)

### Колишні населені пункти
- с. Степ, зняте з обліку 29 березня 2013 року

## Склад ради
Рада складалася з 16 депутатів та голови.

### Депутати
За результатами місцевих виборів 2010 року депутатами ради стали:

#### За суб'єктами висування
| Суб'єкт висування                                       | Кількість обраних депутатів | %    |
| ------------------------------------------------------- | --------------------------- | ---- |
| Партія регіонів                                         | 13                          | 81,3 |
| Політична партія Всеукраїнське об'єднання «Батьківщина» | 2                           | 12,5 |
| Самовисування                                           | 1                           | 6,3  |

#### За округами
| № округу                                                | Прізвище, ім'я, по батькові        | Дата визнання обраним | Освіта  | Партійна приналежність                        | Відомості про обраного депутата                                     |
| ------------------------------------------------------- | ---------------------------------- | --------------------- | ------- | --------------------------------------------- | ------------------------------------------------------------------- |
| Партія регіонів                                         |                                    |                       |         |                                               |                                                                     |
| 1                                                       | Сап'ян Катерина Вікторівна         | 01.11.2010            | вища    | член Партії регіонів                          | ЗАТ «Нива-плюс», завідувачка зерноскладу                            |
| 2                                                       | Зоць Ольга Василівна               | 01.11.2010            | вища    | член Партії регіонів                          | ЗАТ «Нива-плюс», виконуюча обов'язки директора цегельного комбінату |
| 3                                                       | Ковтун Світлана Григорівна         | 01.11.2010            | вища    | член Партії регіонів                          | ЗАТ «Нива-плюк», бухгалтер                                          |
| 4                                                       | Щербина Надія Василівна            | 01.11.2010            | вища    | член Партії регіонів                          | Іваницька сільська рада, секретар сільської ради                    |
| 5                                                       | Цьома Андрій Павлович              | 01.11.2010            | вища    | член Партії регіонів                          | ЗАТ «Нива-плюс», завідувач матеріального складу                     |
| 6                                                       | Щербина Михайло Миколайович        | 01.11.2010            | вища    | член Партії регіонів                          | ЗАТ «Ниваа-плюс», агроном                                           |
| 9                                                       | Верескун Володимир Миколайович     | 01.11.2010            | вища    | член Партії регіонів                          | ЗАТ «Нива-плюс», заступник директора                                |
| 10                                                      | Ковтун Олександр Олександрович     | 01.11.2010            | середня | член Партії регіонів                          | ЗАТ «Нива-плюс», водій                                              |
| 11                                                      | Щербина Тамара Григорівна          | 01.11.2010            | вища    | член Партії регіонів                          | ЗАТ «Нива-плюс», заступник директора                                |
| 12                                                      | Верескун Надія Степанівна          | 01.11.2010            | вища    | член Партії регіонів                          | ЗАТ «Нива-плюс», заступник директора з торгівлі                     |
| 13                                                      | Ращенко Петро Петрович             | 01.11.2010            | середня | член Партії регіонів                          | пенсіонер                                                           |
| 15                                                      | Прокопець Тетяна Григорівна        | 01.11.2010            | вища    | член Партії регіонів                          | Іваницька загальноосвітня школа І-ІІІ ст., педагог-організатор      |
| 16                                                      | Хист Тамара Миколаївна             | 01.11.2010            | середня | член Партії регіонів                          | ЗАТ «Нива-плюс», завідувач зерноскладу                              |
| Політична партія Всеукраїнське об'єднання «Батьківщина» |                                    |                       |         |                                               |                                                                     |
| 7                                                       | Вороний Володимир Андрійович       | 01.11.2010            | вища    | член Всеукраїнського об'єднання «Батьківщина» | тимчасово не працює                                                 |
| 8                                                       | Вергельський Олександр Миколайович | 01.11.2010            | вища    | член Всеукраїнського об'єднання «Батьківщина» | ЗАТ «Нива-плюс», охоронник                                          |
| Самовисування                                           |                                    |                       |         |                                               |                                                                     |
| 14                                                      | Савич Ірина Вікторівна             | 01.11.2010            | вища    | позапартійна                                  | фельдшерсько-акушерський пункт с. Купина, завідувачка               |